# Matrice irriducibile
In matematica, in particolare in algebra lineare, una matrice {\displaystyle A} che agisce su uno spazio vettoriale {\displaystyle V} si dice riducibile se {\displaystyle V} possiede un sottospazio proprio non banale {\displaystyle W} stabile per {\displaystyle A} (o {\displaystyle A}-invariante), ovvero per cui {\displaystyle AW} è contenuto in {\displaystyle W}.
Per ogni matrice riducibile esiste una matrice di cambiamento di base {\displaystyle B} tale che {\displaystyle B^{-1}AB} è una matrice triangolare a blocchi:
{\displaystyle B^{-1}AB={\begin{pmatrix}A_{11}&A_{12}\\0&A_{22}\\\end{pmatrix}}}
Una matrice {\displaystyle A} che non è riducibile si dice irriducibile.

## Matrice irriducibile per permutazioni
Una matrice {\displaystyle A} per cui esiste una matrice di permutazione {\displaystyle P} tale per cui {\displaystyle PAP^{-1}=PAP^{T}} sia triangolare a blocchi diagonali quadrati si dice riducibile per permutazioni. Analogamente si definisce una matrice irriducibile per permutazioni.

### Relazione tra l'irriducibilità per permutazioni e il grafo associato
Data una qualsiasi matrice, è possibile costruire un grafo associatole avente come nodi gli indici della matrice con il seguente schema: esiste un arco dal nodo {\displaystyle i}-esimo al nodo {\displaystyle j}-esimo se e solo se l'elemento {\displaystyle a_{ij}} è diverso da {\displaystyle 0}. Il grafo associato si dice fortemente connesso se per ogni coppia {\displaystyle (i,j)} esiste un cammino che permetta di raggiungere {\displaystyle j} a partire da {\displaystyle i}.
Teorema. Una matrice è riducibile per permutazioni se e solo se il grafo ad essa associato non è fortemente connesso. Equivalentemente, una matrice è irriducibile per permutazioni se e solo se il grafo ad essa associato è fortemente connesso.
Dimostrazione. Osserviamo preliminarmente che, data {\displaystyle P} matrice di permutazione, il grafo associato alla matrice {\displaystyle B=PAP^{T}=(b_{ij})} è lo stesso grafo associato ad {\displaystyle A=(a_{ij})}, a meno di riordinare i nodi secondo la permutazione {\displaystyle \sigma \in S_{n}} associata a {\displaystyle P}. Infatti vale che:
{\displaystyle a_{ij}={\mathbf {e} _{i}}^{T}P^{T}BP\mathbf {e} _{j}=(P\mathbf {e} _{i})^{T}B(P\mathbf {e} _{j})={\mathbf {e} _{\sigma (i)}}^{T}B\mathbf {e} _{\sigma (j)}=b_{\sigma (i)\sigma (j)}.}
e dunque nel grafo di {\displaystyle B} esiste un arco da {\displaystyle \sigma (i)} a {\displaystyle \sigma (j)} se e solo se ne esiste uno da {\displaystyle i} a {\displaystyle j} nel grafo di {\displaystyle A}.
- Supponiamo che il grafo di {\displaystyle A} non sia fortemente connesso. Esistono allora due nodi {\displaystyle p}, {\displaystyle q} tali per cui da {\displaystyle p} non è possibile raggiungere {\displaystyle q}. Sia {\displaystyle P} l'insieme dei nodi raggiungibili da {\displaystyle p} e {\displaystyle Q} l'insieme dei nodi non raggiungibili da {\displaystyle p}. Si osserva che {\displaystyle p\in P} e che {\displaystyle q\in Q}, e dunque entrambi gli insiemi sono non vuoti. Si osserva inoltre che nessun nodo di {\displaystyle P} può essere collegato ad uno di {\displaystyle Q} (altrimenti esisterebbe un cammino da {\displaystyle p} a un nodo di {\displaystyle Q}, assurdo). Sia {\displaystyle \sigma \in S_{n}} una permutazione tale per cui {\displaystyle \sigma (Q)=\{1,\ldots ,|Q|\}} e {\displaystyle \sigma (P)=\{|Q|+1,\ldots ,|Q|+|P|=n\}}. Allora la matrice {\displaystyle B=PAP^{T}} è triangolare a blocchi, e dunque {\displaystyle A} è riducibile.

- Viceversa, supponiamo che {\displaystyle A} sia riducibile. Tramite una matrice di permutazione {\displaystyle P} è dunque possibile ottenere una matrice {\displaystyle B=PAP^{T}} della seguente forma:

{\displaystyle B={\begin{pmatrix}A_{11}&A_{12}\\0&A_{22}\\\end{pmatrix}},}
con {\displaystyle A_{11}} e {\displaystyle A_{22}} matrici quadrate. Sia {\displaystyle m} la dimensione del blocco {\displaystyle A_{11}}. I nodi del grafo da {\displaystyle m+1} a {\displaystyle n} non possono essere connessi con quelli da {\displaystyle 1} a {\displaystyle m}, dal momento che sono collegati solo a sé stessi. Pertanto il grafo non è fortemente connesso.